# Guillermo Arenas Milán
Guillermo Arenas Milán (Oviedo, Asturias, 20 de diciembre de 1977) es un entrenador español de baloncesto que actualmente ejerce de director deportivo del Baloncesto Villa de Mieres de Primera Nacional.

## Trayectoria
Su carrera en LEB comenzó en el Oviedo, ahora de LEB Oro, con quien comenzó en LEB Plata, siendo entrenador ayudante de Alfredo Riera del año 2010 al 2012.
En la temporada 2012/13 Arenas se hizo cargo del Unión Financiera Oviedo al que tras una exitosa temporada consiguió ascender a Leb Oro. Los ovetenses fueron campeones de liga con un bagaje de 15 victorias y 5 derrotas que le llevaron al ascenso de manera directa.
En la primera experiencia en Leb Oro del equipo asturiano, Arenas consiguió clasificar a los asturianos para el Play Off de ascenso a ACB en lo que supuso el salto a la fama del temido “Efecto Pumarín” ya que la cancha de los asturianos se convirtió en un fuerte inexpugnable. En primera ronda Oviedo eliminó a Leyma Coruña, cayendo en segunda frente a Quesos Cerrato Palencia, convirtiéndose así en el equipo revelación de la temporada.
En su siguiente temporada, la 2014/15, Unión Financiera Oviedo se clasificó en el puesto undécimo, consiguiendo de manera holgada la salvación.
Tras su no renovación por el conjunto asturiano, en la temporada 2016-17 comenzaría entrenando al Baloncesto Villa de Mieres de Liga EBA.
En enero de 2017, Guillermo se convirtuó en entrenador del Club Baloncesto Peñas Huesca en otra nueva andadura en LEB ORO.
A mitad de temporada dejó el club, uniéndose al infantil femenino del Colegio École de la Primera liga femenina infantil asturiana.
El 4 de julio de 2021, ficha como entrenador asistente por el Círculo Gijón Baloncesto y Conocimiento de la Liga LEB Plata
El 23 de marzo de 2022, firma por el Club Ourense Baloncesto de la Liga LEB Plata, para sustituir a Armando Gómez Gago. Con el conjunto orensano lograría el ascenso a la Liga LEB Oro.
En la temporada 2022-23, se haría cargo del Club Ourense Baloncesto en Liga LEB Oro, hasta que el 18 de diciembre de 2022, sería destituido de su cargo.
El 13 de febrero de 2023, tras la destitución de Trifón Poch, firma como entrenador del Oviedo Club Baloncesto de la Liga LEB Oro por lo que resta de temporada.